# Sōshun monogatari
Pour plus de détails, voir Fiche technique et Distribution.
Sōshun monogatari (早春物語), est un film japonais réalisé par Shin'ichirō Sawai et sorti en 1985.

## Synopsis
Hitomi Okino est une jeune fille de 17 ans qui vit avec son père à Tokyo. Sa mère est morte voilà quatre ans. Au cours d'un projet photographique à Kamakura, elle fait la rencontre de Shinji Kajikawa, un homme d'âge mûr avec qui elle sympathise. En consultant un album photographique de sa mère, elle découvre une photographie prise à Hakone vingt ans plus tôt où figure Shinji Kajikawa à côté de sa mère et apprend qu'ils sortaient ensemble à l'époque.

## Fiche technique
- Titre original : Sōshun monogatari (早春物語?)
- Réalisation : Shin'ichirō Sawai
- Scénario : Machiko Nasu (ja)
- Photographie : Seizō Sengen (ja)
- Musique : Joe Hisaishi
- Décors : Tadayuki Kuwana
- Montage : Kiyoaki Saitō (ja)
- Son : Fumio Hashimoto
- Producteurs : Haruki Kadokawa et Mitsuru Kurosawa (ja)
- Sociétés de production : Kadokawa Haruki Corporation (ja)
- Pays de production :  Japon
- Langue originale : japonais
- Format : couleur — 2,35:1
- Genres : drame
- Durée : 96 minutes[1]
- Dates de sortie :
  - Japon :  14 septembre 1985[1]

## Distribution
- Tomoyo Harada : Hitomi Okino
- Ryūzō Hayashi (ja) : Shinji Kajikawa
- Kunie Tanaka : Okino, le père de Hitomi
- Saori Yuki : Keiko Otake
- Nobuko Sendō (ja) : Asako Maki
- Yukako Hayase (ja) : Masako Sawada
- Mikijirō Hira : le directeur Takenaka
- Kaneko Iwasaki (ja) : Mme Takenaka
- Nenji Kobayashi : le cafetier

## Récompenses
- Japan Academy Prize 1986 : prix du meilleur réalisateur pour Shin'ichirō Sawai (conjointement pour son film W no higeki) et prix du meilleur son pour Fumio Hashimoto[2]
- Festival du film de Yokohama 1985 : prix de la meilleure actrice pour Tomoyo Harada[3]
- Prix du film Mainichi 1986 : prix du meilleur son pour Fumio Hashimoto[4]